# Роберт-Хансен, Эмиль
Роберт Эмиль Хансен (дат. Robert Emil Hansen, в ряде случаев подписывался Эмиль Роберт-Хансен, нем. Emil Robert-Hansen; 25 февраля 1860, Копенгаген — 18 июля 1926, Фредериксберг) — датский виолончелист, композитор и дирижёр. Сын гобоиста Карла Эмилиуса Хансена (1834—1910).
Начал выступать на сцене в 1871 г., в том числе в дуэте с младшей сестрой, юной пианисткой Агнес Хансен. В 1875 г. окончил Королевскую консерваторию, ученик Альберта Рюдингера и Франца Неруды, теорию и композицию изучал под руководством Нильса Гаде и И. П. Э. Хартмана; как исполнитель совершенствовался также в Дрездене под руководством Фридриха Грюцмахера. С 1877 г. играл на виолончели в Королевской капелле. Затем перебрался в Германию, с 1891 г. играл в Оркестре Гевандхауса, выступал также в разных камерных составах, в том числе в составе фортепианного трио с Фрицем фон Бозе и Пальмой фон Пастори. Преподавал в Лейпцигской консерватории. В 1918 г. вернулся в Данию и возглавил Орхусский симфонический оркестр.
Автор комической оперы «Список женщин» (нем. Frauenlist, по мотивам «Тысячи и одной ночи», поставлена в 1911 г. в Зондерсхаузене), двух симфоний (1880, 1892), виолончельного (1881) и фортепианного (1885) концертов, увертюры «Федра» (1884), камерной музыки.